# 托福卢
托福卢，是匈牙利赫维什州所辖的一个村。总面积14.48平方公里，总人口537，人口密度37.1人/平方公里（2011年1月1日）。